# 岡田加奈子
岡田 加奈子（おかだ かなこ、3月16日 - ）は、日本の女性声優、ナレーター。大阪府出身。オフィス ワタナベ所属。

## 来歴・人物
井上和彦の声優教室7期生。
かつては青二プロダクション、2009年8月まで元氣プロジェクトに所属していた。
かつては豊嶋真千子、小西寛子、芝原チヤコ、浅田葉子とRadish Roxsとしても活動していた。

## 出演作品

### テレビアニメ
1997年
- ゲゲゲの鬼太郎（アナウンサー、主婦B）

1998年
- センチメンタルジャーニー（陸上部員）
- 遊☆戯☆王（コンピューター、女子生徒）

2002年
- 朝霧の巫女（女子E）
- スパイラル －推理の絆－（鈴木先生）

### OVA
- 荒くれKNIGHT
- ぼくはこのまま帰らない（女性達）

### ゲーム
- シャイニング・フォースIII シナリオ2 狙われた神子（ヘラ）
- シュオン（ピピン）
- 絶対ヒーロー改造計画（ベンジャミン・バーガー、アン子）
- ファーストKiss☆物語
- みつめてナイト（ハンナ・ショースキー）
- みつめてナイトR（ハンナ・ショースキー）

### ドラマCD
- 卒業M
- トリコロ（青野真紀子）
- 花のあすか組!（少女1）
- BOYS BE…

### ナレーション
- コカ・コーラ
- サンクス
- 小学館 「プチセブン」
- セブン-イレブン
- 旅チャンネル
  - 激得!谷隊長のお値打ち温泉宿徹底ガイド
  - 二泊三日の旅
- 東芝ダイナブック
- 日食サテライト「フードジャーナル21」
- 日専連カード
- バーミヤン
- 三越百貨店

### テレビ番組
- 日本レジャーチャンネル「スーパーゲートボール」（レポーター）
- キッズチャンネル「アニメックス倶楽部」（アシスタント）